# Prérie

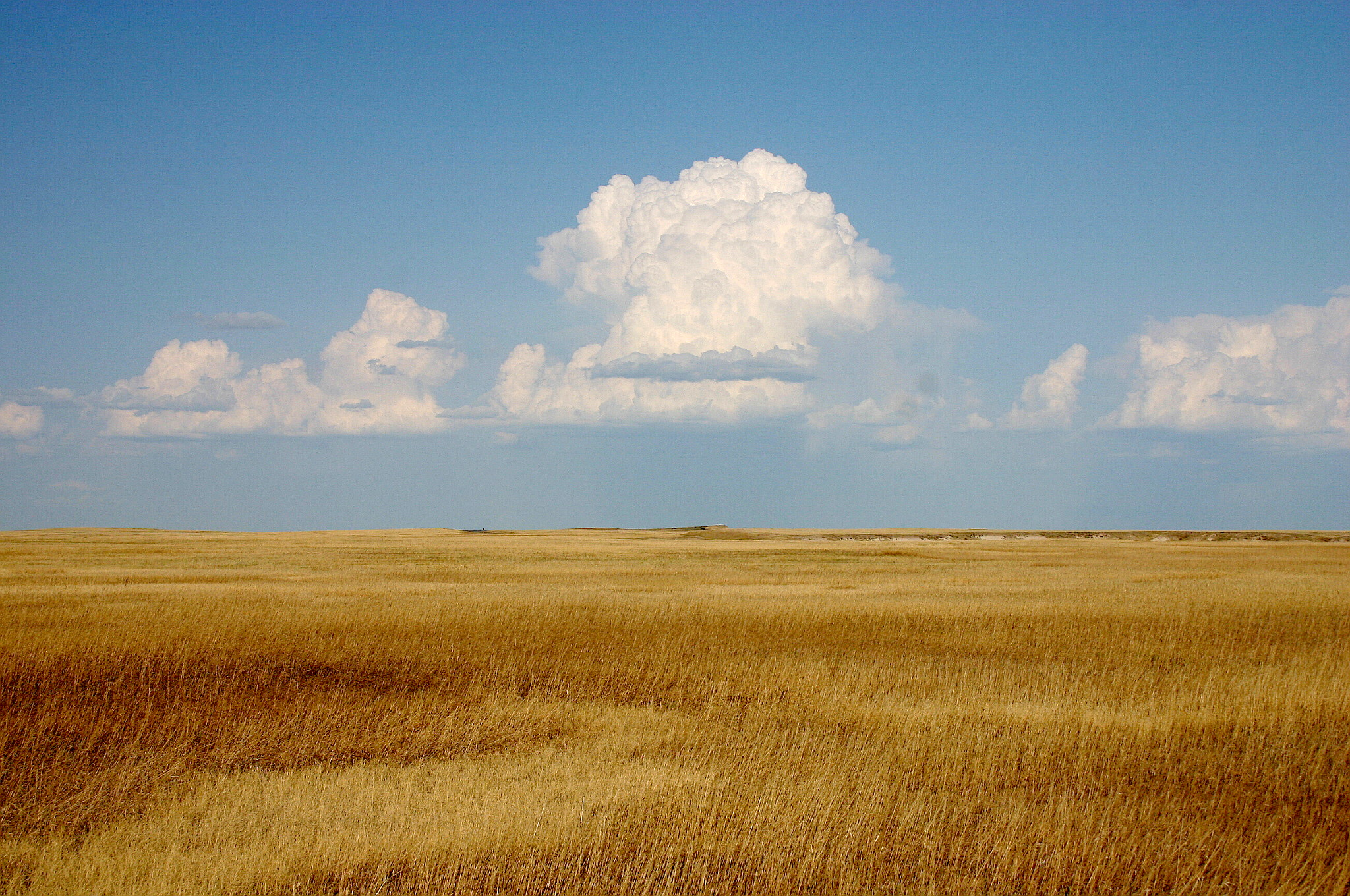
Prérie v Jižní Dakotě

Prérie (anglicky prairie) je stepní rostlinné společenství ve střední a západní Severní Americe. Charakteristickým porostem jsou traviny vysokého vzrůstu.
Prérii lze také chápat jako geomorfologickou jednotku rozkládající se od Alberty v Kanadě až po Texas ve Spojených státech amerických.
Prérie má kontinentální podnebí s horkým suchým létem a dlouhou suchou zimou.

## Ekosystém
Půdy prérií tvoří úrodné černozemě. Původní travinné porosty dosahující výšky až 2 metrů byly osidlováním území a zemědělskou činností zničeny. V současnosti patří k nejrozšířenějším prérijním travinám vousatky, ostřice, bílé sasanky a modré baptisie. V prérii se pěstuje kukuřice, pšenice, sója, oves, na východě oblasti pícniny.